# Clássico dos Gigantes
De Clássico dos Gigantes is een Braziliaanse voetbalklassieker tussen Fluminense en Vasco da Gama, twee ploegen uit Rio de Janeiro. De eerste wedstrijd tussen de twee werd gespeeld op 11 maart 1923, en werd met 3-2 gewonnen door Vasco.

## Geschiedenis

### Achtergrond
Over het algemeen had iedereen altijd het gevoel dat Fluminense altijd won van Vasco. Dat dit beeld niet correct is, en eigenlijk nooit is geweest, blijkt uit de statistieken. Het gevoel dat heerste onder de supporters werd veroorzaakt door het soort wedstrijden dat Fluminense meestal won. In het staatskampioenschap, dat lange tijd het belangrijkste kampioenschap was en nu die plaats moet delen met de Brasileirão, had Fluminense wel lange tijd het voordeel. Vooral in de wedstrijden waar het er erg om ging was Flu vaak de betere. In de laatste 15 jaar is daar echter verandering in gekomen. Niet alleen werd het gat met de rivaal kleiner, het werd zelfs helemaal gedicht, zowel in gewonnen onderlinge wedstrijden in de Carioca als in de gewonnen beslissende wedstrijden.

### Wedstrijden
Het waren dus de onderlinge wedstrijden waar het kampioenschap door werd beslist die het beeld gaven dat Fluminense altijd maar won. Een voorbeeld hiervan is het jaar 1975, toen het Fluminense van Rivelino met maar liefst 4-1 wist te winnen en op doelsaldo het staatskampioenschap binnenhaalde. Een jaar later kreeg Vasco al kans op revanche, maar na 104 minuten voetballen scoorde Fluminense de 1-0, die tot aan het laatste fluitsignaal op het bord zou blijven staan. In 1980 won Fluminense de finale eveneens met 1-0, en vier jaar later ging het in het onderlinge duel zelfs om het Braziliaans kampioenschap; wederom won Fluminense met 1-0, waardoor het de grootste titel uit haar historie binnenhaalde.

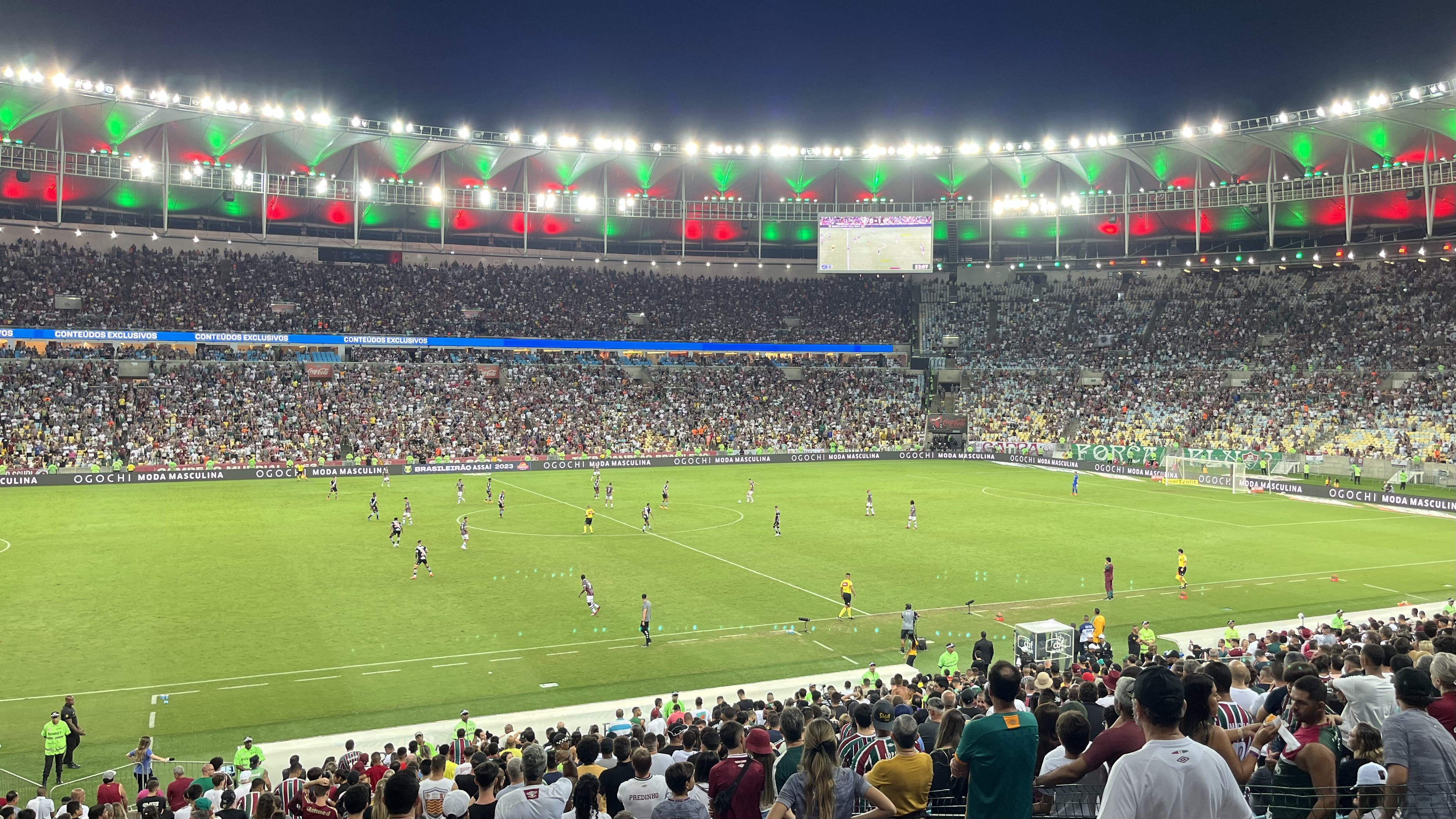
Het Maracanã Stadion tijdens een Clássico dos Gigantes tussen Fluminense en Vasco da Gama in mei 2023

Het antwoord van Vasco liet lang op zich wachten, maar de inhaalslag begon uiteindelijk in 1993. Dankzij een 0-0 gelijkspel werd Vasco onbereikbaar voor haar rivaal, en haalde Vasco het staatskampioenschap binnen. Ook in de overige onderlinge wedstrijden kwam de balans steeds meer gelijk. De jaren 1990 waren een donkere periode voor Fluminense, waarin de onderste plaatsen in de competitie en vroege uitschakeling in zowel het staatskampioenschap en de beker tot de orde van de dag hoorden. Vasco aan de andere kant bleef vrij vast presteren, en slaagde er in 1998 zelfs in de Copa Libertadores te winnen. Het contrast werd duidelijk met de vaststelling dat Fluminense in 1999 het kampioenschap van de Série C (de derde divisie, die is opgedeeld in regio's en een play-off systeem kent om de winnaar te bepalen) moest binnenhalen om weer op de kaart te komen in het Braziliaanse voetbal.
De laatste confrontatie waar het echt ergens om ging was in 2003. De finale van de Carioca werd toen gewonnen door Vasco met 2-1. Léo Lima scoorde het winnende doelpunt, waardoor de twee clubs zowel in onderlinge wedstrijden in het staatskampioenschap als winst in onderlinge finales gelijk staan.

### Reeksen en records
Fluminenses langste ongeslagen periode tegen Vasco gaat van 1969 tot 1971 en spreidt zich uit over 13 wedstrijden, waarvan er 8 werden gewonnen. Vasco's langste ongeslagen periode komt vanzelfsprekend uit de jaren 1990: 10 wedstrijden lang (waarvan 6 gewonnen) bleef Vasco tussen 1 december 1991 en 10 juni 1993 ongeslagen.
De grootste uitslag tussen de twee is een 5-4 winst van Fluminense op 6 april 1947. De grootste winst van Fluminense, dat zo lang het onderlinge voordeel had, is een 6-2 in het staatskampioenschap van 1941. De grootste winst van Vasco is nog ouder: in het staatskampioenschap 11 jaar eerder, in 1930, werd Fluminense met 6-0 verslagen. De bestbezochte wedstrijd tussen Fluminense en Vasco vond plaats op 27 mei 1984, toen 128.781 toeschouwers de wedstrijd in een 0-0 zagen eindigen.

## Best bezochte wedstrijden
1. Fluminense 0 x 0 Vasco, 128.781, 27/05/1984
2. Fluminense 2 x 2 Vasco, 127.123, 29/08/1976
3. Fluminense 1 x 0 Vasco, 127.052, 03/10/1976
4. Fluminense 0 x 3 Vasco, 126.619, 21/03/1999
5. Fluminense 1 x 0 Vasco, 123.000 (109.325 ps.), 21/09/1952
6. Fluminense 1 x 0 Vasco, 108.957, 30/11/1980
7. Fluminense 2 x 2 Vasco, 106.359 (86.308 ps.), 06/09/1953
8. Fluminense 2 x 2 Vasco, 103.080 (78.723 ps.), 13/01/1953
9. Fluminense 1 x 0 Vasco, 101.363, 25/07/1953
10. Fluminense 1 x 1 Vasco, 101.199, 26/10/1980
11. Fluminense 2 x 1 Vasco, 100.275 (86.917 ps.), 15/11/1953

## Statistiek
| Wedstrijden | Wedstrijden               | Wedstrijden | Wedstrijden | Wedstrijden | Wedstrijden | Wedstrijden | Wedstrijden | Wedstrijden | Wedstrijden |
| Competitie | Competitie                | W           | FLU         | G           | VAS         | DFLU        | DVAS        |             |             |
| --- | ------------------------- | ----------- | ----------- | ----------- | ----------- | ----------- | ----------- | ----------- | ----------- |
| FLU | Campeonato Carioca        | 197         | 72          | 54          | 71          | 278         | 270         |             |             |
| FLU | Campeonato Brasileiro     | 36          | 12          | 13          | 11          | 43          | 43          |             |             |
| - | Copa Libertadores         | 2           | 0           | 2           | 0           | 3           | 3           |             |             |
| - | Copa Roberto G. Pedrosa   | 4           | 1           | 2           | 1           | 8           | 7           |             |             |
| VAS | Torneio Rio-São Paulo     | 20          | 5           | 4           | 11          | 30          | 41          |             |             |
| VAS | Nationale Toernooien      | 41          | 12          | 8           | 21          | 53          | 72          |             |             |
| - | Internationale Toernooien | 3           | 1           | 1           | 1           | 3           | 3           |             |             |
| VAS | Vriendschappelijk         | 17          | 6           | 0           | 11          | 30          | 45          |             |             |
| VAS | TOTAAL                    | 322         | 109         | 86          | 127         | 451         | 487         |             |             |
| VAS | Maracanã                  | 212         | 70          | 67          | 75          | 276         | 294         |             |             |
| W - wedstrijden; G - gelijke spelen; FLU - overwinningen Fluminense; VAS - overwinningen Vasco da Gama; DFLU - doelpunten Fluminense; DVAS - doelpunten Vasco da Gama |                           |             |             |             |             |             |             |             |             |
| bijgewerkt tot en met 28 mei 2006 |                           |             |             |             |             |             |             |             |             |